# Route Adélie de Vitré 2011
La Route Adélie de Vitré 2011, sedicesima edizione della corsa e valida come evento del circuito UCI Europe Tour 2011 categoria 1.1, fu disputata il 1º aprile 2011, per un percorso totale di 197,8 km. Fu vinta dal francese Renaud Dion, al traguardo con il tempo di 4h47'15" alla media di 41,315 km/h.
Al traguardo 78 ciclisti portarono a termine il percorso.

## Squadre partecipanti
| N.    | Cod. | Squadra                        |
| ----- | ---- | ------------------------------ |
| 1-8   | BSC  | Bretagne-Schuller              |
| 11-18 | ALM  | AG2R La Mondiale               |
| 21-28 | SAU  | Saur-Sojasun                   |
| 31-38 | COF  | Cofidis, le Crédit en Ligne    |
| 41-48 | TT1  | Team Type 1-Sanofi             |
| 51-58 | FDJ  | FDJ                            |
| 61-68 | CSM  | Team SpiderTech powered by C10 |
| 71-78 | EUC  | Team Europcar                  |
| 81-88 | CJR  | Caja Rural                     |

| N.      | Cod. | Squadra                         |
| ------- | ---- | ------------------------------- |
| 91-98   | CEP  | Colombia es Pasion-Cafe de Col. |
| 101-108 | AUB  | BigMat-Auber 93                 |
| 111-118 | RLM  | Roubaix-Lille Métropole         |
| 121-128 | LPM  | La Pomme Marseille              |
| 131-138 | ARH  | Atlas Personal                  |
| 141-148 | CCD  | Differdange-Magic-sportfood.de  |
| 151-158 | RB3  | Rabobank Continental Team       |
| 161-168 | SPT  | SP Tableware                    |

## Ordine d'arrivo (Top 10)
| Pos. | Corridore          | Squadra       | Tempo    |
| ---- | ------------------ | ------------- | -------- |
| 1    | Renaud Dion        | Bretagne      | 4h47'15" |
| 2    | Gianni Meersman    | FDJ           | s.t.     |
| 3    | Steven Tronet      | Roubaix       | a 3"     |
| 4    | Nicolas Vogondy    | Cofidis       | a 5"     |
| 5    | Guillaume Levarlet | Saur-Sojasun  | s.t.     |
| 6    | Mathieu Drujon     | Auber 93      | s.t.     |
| 7    | Jean-Marc Marino   | Saur-Sojasun  | a 22"    |
| 8    | Wilco Kelderman    | Rabobank Con. | a 1'12"  |
| 9    | Laurent Pichon     | Bretagne      | s.t.     |
| 10   | Tony Gallopin      | Cofidis       | s.t.     |